# Varbergs BTK
Varbergs BTK (Varbergs Bordtennisklubb) är en framgångsrik svensk bordtennisklubb verksam i Varbergs kommun.
Klubben har bland annat 13 lagguld på damsidan samt ett stort antal mästerskapstitlar erövrade av Ann-Christin Hellman under 1970- och 80-talen. Maya Halling (1918–1998) blev 1947 svensk mästare i såväl damsingel som mixed dubbel, det senare tillsammans med Kurt Persson. 1950 tog hon åter mästartiteln i damsingel.
BT-Hallen är klubblokalen i korsningen mellan Boråsgatan och Bergsgatan i Varberg. Där bedrivs träning för alla kategorier: från ungdomsgrupper, juniorer och seniorer till veteraner och motionärer. Fästningsslaget är namnet på en årligen återkommande tävling som arrangeras av klubben.
Några av Varbergs BTK mest framgångsrika herrar är Peter Turesson, Richard Gavette och Mattias Albertsson.